# Università in Italia
Le università in Italia sono enti che hanno il compito di promuovere la ricerca, il progresso delle scienze e l'istruzione di livello superiore. Possono essere enti pubblici o di diritto privato; in ogni caso devono rispettare le prescrizioni del Ministero dell'università e della ricerca (MUR) ove previsto.

## Storia

### Il medioevo ed i primi esempi

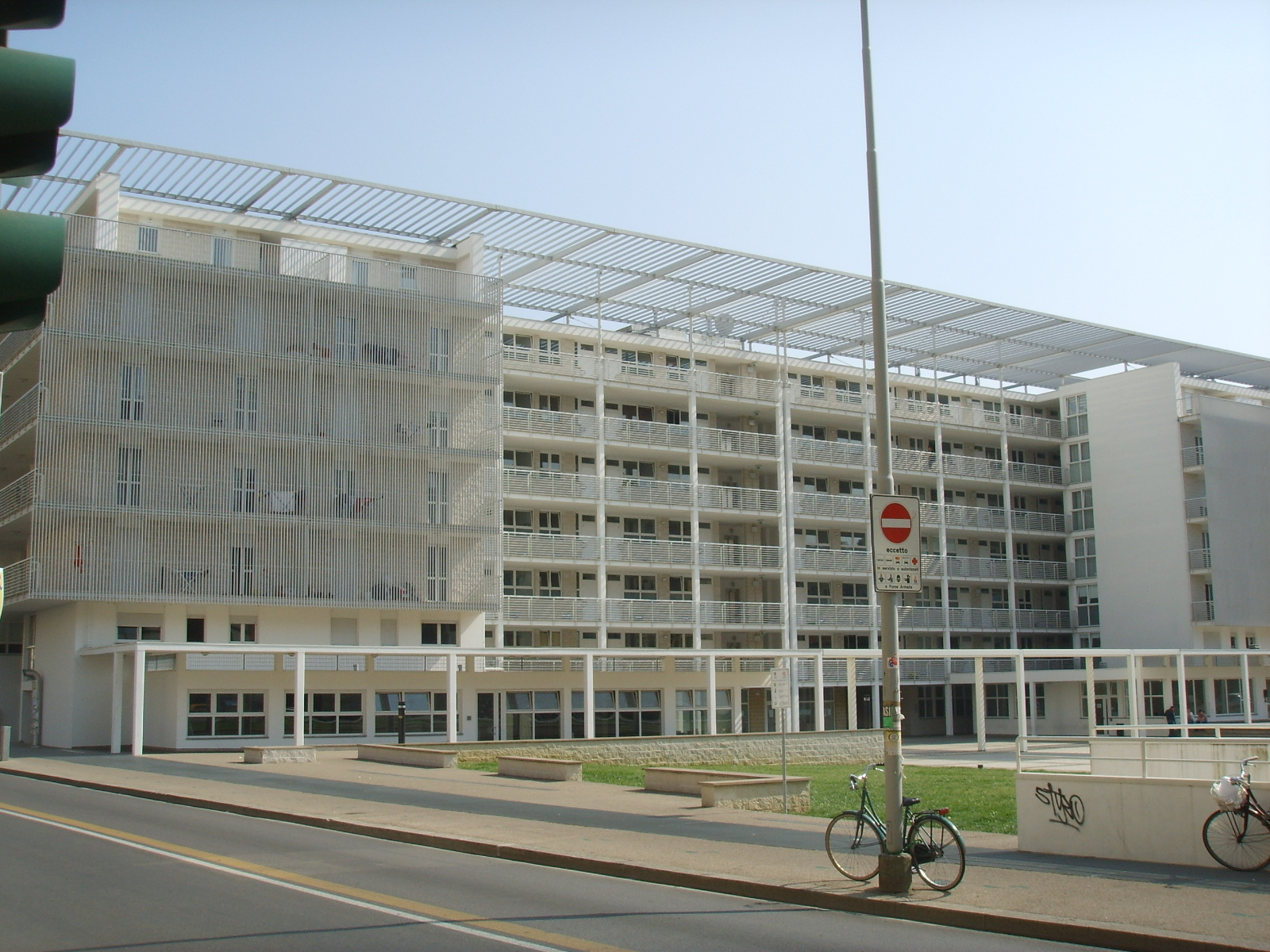
Casa dello Studente dell'Università di Firenze

L’Italia già nel Medioevo ospitava alcune università, come l'Alma Mater Studiorum a Bologna, la cui fondazione risalirebbe al 1088, l'l'università di Padova, nata nel 1222, o l'Università degli Studi di Napoli, istituita da Federico II di Svevia nel 1224. Nel corso dei secoli ne sorsero altre, come lo Siciliae Studium Generale a Catania nel 1434.

### Dal risorgimento al Regno d'Italia
Il Regno di Sardegna aveva emanato nel 1848 la prima legge organica di riforma degli studi superiori con il Regio Decreto 4 ottobre 1848 n. 818 (detta legge Boncompagni dal promotore Carlo Boncompagni di Mombello), di indirizzo centralistico e laicistico. La legge prevedeva un controllo governativo delle scuole di ogni ordine e grado, sia statali sia libere, attraverso il Consiglio Superiore della Pubblica Istruzione, cui competevano gli ordinamento degli studi, i piani didattici, l'approvazione dei programmi dei corsi e dei libri e dei trattati adottati. La legge eliminò anche il nulla osta vescovile per la nomina dei professori. Con la legge 22 giugno 1857 n. 2328 e con il successivo regolamento, furono aboliti i consigli universitari e i loro compiti affidati ai rettori e, per le parti di competenza, ai consigli delle facoltà universitarie.
Negli anni 1859-1860, con l'aumentare degli Stati annessi al Regno di Sardegna durante il processo di unificazione nazionale e, subito dopo, con l'unità d'Italia, cominciò, tra gli altri, a porsi anche il problema dell'unificazione universitaria, dal momento che aumentava anche il numero di università. Dal Regno delle Due Sicilie furono ereditate l'Università di Napoli e quelle siciliane di Messina, Palermo e Catania. Dal Granducato di Toscana le Università di Pisa e Siena, e l'Istituto di Studi superiori e di perfezionamento di Firenze. Dalla Lombardia l'Università di Pavia, dal Regno di Sardegna le Università di Torino, Genova, Cagliari e Sassari. Con l'annessione di gran parte dello Stato Pontificio, vennero inglobate nel territorio del Regno le Università di Bologna, Ferrara, Urbino, Perugia, Macerata e Camerino. Infine, nel 1866 si aggiunse l'Università di Padova e, dopo il 1870, quella di Roma.
Dal punti di vista normativo, la prima fondamentale impostazione fu data dalla legge Casati del 1859 ("Legge sul riordinamento della pubblica istruzione"), varata in occasione della fusione immediata di Lombardia e Piemonte. L'assetto dato all'istruzione superiore da questa legge fu caratterizzato dal monopolio statale (non erano ammesse università private) e da un forte accentramento ministeriale, con nomina regia di docenti ordinari e straordinari e definizione delle commissioni che dovessero esaminarli. L'accentramento era mitigato da margini di libertà accademica sia nell'organizzazione della didattica sia nella libera concorrenza tra i docenti sia nella libertà riconosciuta agli studenti di regolare "l'ordine degli studi" e degli esami, pur in presenza di un piano di studi ufficiale.
Nel 1861, con la proclamazione del Regno d'Italia sotto il governo Cavour, Francesco De Sanctis diventò il primo ministro della pubblica istruzione dell'Italia unita, carica che mantenne anche sotto il governo Ricasoli fino al 1862.
De Sanctis presentò al Senato, nel 1862, una proposta di legge sull'istituzione di scuole «normali» per la preparazione dei docenti di ginnasi e licei. Egli si ispirava a esempi come l'École Normale Supérieure di Parigi, i liberi seminari in Germania, il "seminario filologico" di Pavia e la Scuola Normale Superiore di Pisa. Il progetto, di soli cinque articoli, proponeva l'istituzione presso alcune università di scuole normali superiori, in cui l'insegnamento sarebbe stato affidato, con una piccola indennità aggiuntiva, agli stessi docenti universitari. Alcune personalità del tempo, come Giosuè Carducci e Piero Gobetti, si espressero in questo senso, intendendo manifestare la preoccupazione di mantenere nell'ambito statale i grandi istituti scientifici di importanza nazionale senza disperdere nelle autonomie l'istruzione superiore.
In un disegno di legge di Carlo Matteucci, presentato al Senato 1861, si individuava nell'eccesso degli istituti, «creati in ogni Stato della penisola in concorrenza gli uni con gli altri, con la conseguente dispersione degli uomini migliori, e nella ricerca di originalità nelle forme di organizzazione, il difetto principale delle istituzioni universitarie italiane» e propone di costituire pochi e completi centri di studi superiori, gli unici abilitati a rilasciare le lauree, nei quali si raccogliessero i docenti più affermati, le collezioni più ricche e le migliori dotazioni per la ricerca e le applicazioni pratiche. La proposta di Matteucci, nominato nel frattempo ministro dell'istruzione, divenne legge nel 1862 (31 luglio 1862) e classificò in primari e secondari gli atenei italiani. Le Università di Bologna, Pavia, Pisa, Napoli, Palermo e Torino (e in seguito anche Padova e Roma) furono classificate di prima classe, mentre le Università di Cagliari, Catania, Genova, Siena, Macerata, Messina, Modena e Parma furono classificate come di seconda classe, usufruendo, di conseguenza, di minori finanziamenti statali.
L'ispirazione statalista fondata sul principio del monopolio dello Stato nell'istruzione superiore della legge Casati fu riaffermata nella successiva riforma voluta da Carlo Matteucci nel 1862. Questa riforma portò avanti anche un disegno di riduzione degli atenei allora esistenti. La direzione amministrativa e disciplinare furono affidate al Consiglio accademico, organismo collegiale composto dal rettore e dai presidi delle facoltà. Gli atenei italiani vennero suddivisi in due classi. Nella prima classe –a pieno finanziamento statale – furono inserite solo le sei sedi universitarie di Bologna, Napoli, Palermo, Pavia, Pisa e Torino. Matteucci si oppose all'introduzione in Italia di "università libere" da affidare all'iniziativa dei municipi, delle province e anche di private associazioni, convinto che le università avessero bisogno dell'intervento dello Stato per superare le difficoltà economiche e per conseguire l'obiettivo della formazione di una élite dirigente moderna, efficiente e uniforme. Vi erano però eccezioni al principio monopolistico: tra queste i quattro atenei a governo autonomo di Camerino, Ferrara, Perugia e Urbino, tutti negli Stati già pontifici.
Nel 1868 assunse la carica di ministro della pubblica istruzione, sotto il Gabinetto di Luigi Menabrea, Emilio Broglio, che la ricoprì fino al 1869. Broglio emanò un nuovo "Regolamento universitario" tendente ad armonizzare quello di Brioschi e Matteucci con lo spirito della legge Casati. In esso, le facoltà, pur essendo suscitatrici di libera cultura, dovevano, altresì, provvedere ai fini professionali.

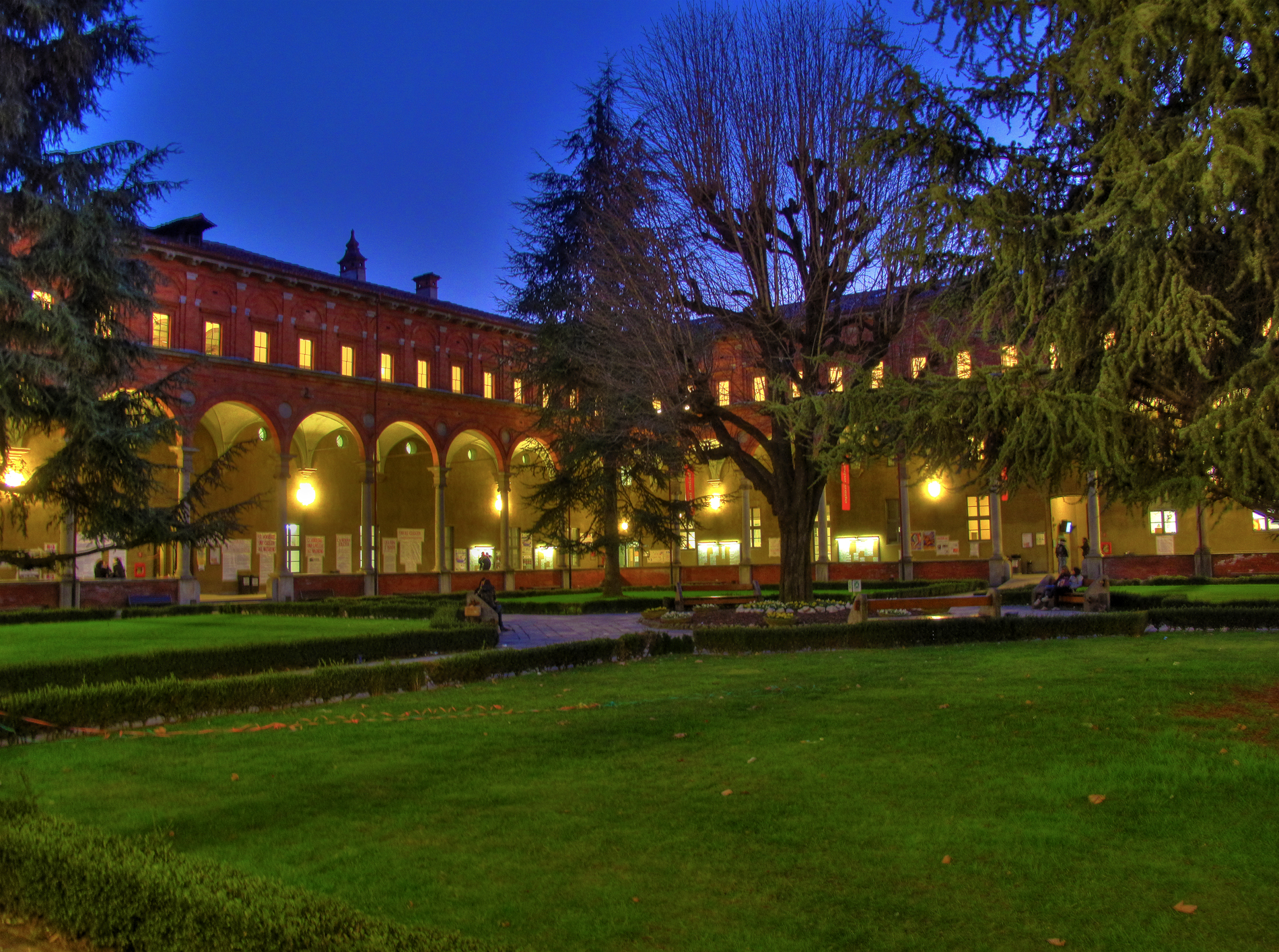
Università Cattolica del Sacro Cuore di Milano

Nel 1872 vennero soppresse le facoltà di teologia delle università del Regno. Questo fatto, oltre a vari episodi come la destituzione di professori che si rifiutarono di giurare fedeltà al Re e allo Stato italiano culminati il 12 marzo 1876 con la chiusura dell'Università di Palazzo Altemps a Roma, costituita dai professori che avevano rifiutato il giuramento di fedeltà al Re, costituisce la base delle spinte per la fondazione di un'università cattolica, che si vedranno concretizzate nel 1921 con l'inaugurazione dell'Università Cattolica di Milano e poi nel 1924 dell'Università Cattolica del Sacro Cuore.
Nel 1873 divenne ministro Ruggero Bonghi, che rimarrà in carica fino al 1876. Il 25 marzo 1876 Michele Coppino succedette a Bonghi, rimanendo in carica fino alla fine del 1877. Nel 1873 diverse scuole veterinarie del Regno d'Italia furono autorizzate a rilasciare la laurea in zooiatria, che fino a quel momento era prerogativa esclusiva della Scuola veterinaria di Parma. Al tempo, la zooiatria e la zootecnica erano considerate attività strategiche per gli Stati, oltre che per le necessità delle attività agricole e di allevamento, soprattutto per gli usi militari della cavalleria.
Con decreto del 21 gennaio 1874 furono istituite le "Scuole Normali" presso le Università di Napoli, Roma, Padova e Torino. Nel gennaio 1881, dopo ripetute richieste, entrò nel governo come ministro della pubblica istruzione il medico Guido Baccelli, che ricoprirà il mandato fino al 1884, poi nuovamente dal 1893 al 1896 e, infine, tra il 1898 e il 1900. Nel 1888 divenne ministro Paolo Boselli, che rimarrà in carica fino al 1891. Gli succedette Pasquale Villari, in carica fino al 1892, quando fu nominato Ferdinando Martini, che rimarrà in carica fino al 1893. Pochi mesi dopo il suo insediamento, il ministro Martini elaborò, con Carlo Francesco Ferraris, l'ennesima riforma dell'università, che includeva, questa volta, la chiusura degli atenei di Macerata, Messina, Modena, Parma, Siena e Sassari. Ma il progetto incontrò fortissime resistenze, in particolare locali, e non venne mai presentato.

### Dall'inizio del XX secolo al ventennio fascista
Dall'inizio del XX secolo, con la diffusione del socialismo, si creò in Italia una fitta rete di "università popolari". Queste avevano lo scopo di diffondere l'istruzione e la cultura a livello popolare, agendo come elementi di stimolo per una piena cittadinanza politica e culturale. La prima importante apertura alle università private fu realizzata con una legge del 1902 che riconobbe il rango di università, con diritto a conferire lauree, alla Scuola di studi commerciali "Luigi Bocconi" di Milano. Un simile riconoscimento venne conferito nel 1922 all'Università Cattolica del Sacro Cuore di Milano. 
Tuttavia, l'avvento del fascismo in Italia ne decretò la chiusura.

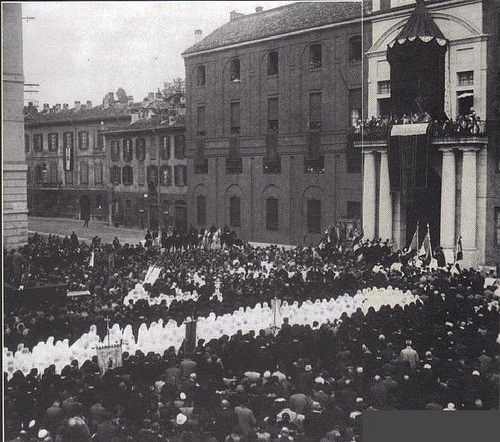
Inaugurazione della sede centrale dell'Università Cattolica del Sacro Cuore a Milano nel 1932

La riforma Gentile del 1923 (che ha riguardato in modo organico tutta la formazione scolastica) operò un drastico ridimensionamento del numero degli istituti universitari. Gli atenei vennero classificati in due categorie, ai sensi del R.D. 30 settembre 1923, n 2102; quelli della Tabella A, completi di tutte le facoltà, con finanziamento in gran parte a carico dello Stato (Bologna, Cagliari, Genova, Napoli, Padova, Palermo, Pisa, Roma e Torino), e gli altri inseriti nella Tabella B (tra cui Bari, Firenze e Milano), con diritto a ricevere dallo Stato solo un contributo parziale. Per gli atenei in Tabella A, inoltre, la riforma disponeva risorse sia per gli stipendi dei professori e del personale amministrativo sia per il finanziamento della ricerca scientifica, iscrivendo a bilancio un apposito stanziamento. La riforma si imperniava sul liceo classico come scuola "principale", che dava accesso a tutte le facoltà universitarie. Il ginnasio era concepito come la via da percorrere, dopo gli studi elementari, da parte delle future classi dirigenti. Il ginnasio, infatti, preparava a tutti i gradi di istruzione secondaria, tra i quali primeggiava il liceo classico, che, fornendo la più ampia cultura generale, era l'unico che permetteva l'accesso a tutte le facoltà universitarie. Il decreto Gentile prevedeva, inoltre, l'esistenza di università libere, vincolando il riconoscimento giuridico e il valore legale dei titoli di studio all'adeguamento degli ordinamenti al disposto della stessa legge. Tra queste vi erano Perugia, Urbino, Camerino e Ferrara. Nello stesso anno venne costituito il Consiglio Nazionale delle Ricerche (CNR), un ente di coordinamento e promozione della ricerca su scala nazionale, parallelo alle università. Il primo presidente fu il matematico Vito Volterra. Nell'anno accademico 1931/1932 gli studenti iscritti alle università italiane erano 47 614.
Nel 1931 venne imposto ai professori universitari il giuramento di fedeltà al fascismo, il cui diniego determinava la perdita della cattedra universitaria. Su oltre 1 200 accademici, soltanto dodici opposero un rifiuto. Furono Ernesto Buonaiuti, Mario Carrara, Fabio Luzzatto, Francesco Ruffini, Edoardo Ruffini, Giorgio Levi Della Vida, Gaetano De Sanctis, Vito Volterra, Bartolo Nigrisoli, Lionello Venturi, Giorgio Errera e Piero Martinetti, che furono esclusi dall'insegnamento universitario. A questi va aggiunto Giuseppe Antonio Borgese, che al momento dell'imposizione del giuramento era negli Stati Uniti, dove decise di rimanere, rinunziando alla cattedra di estetica presso l'Università di Milano. Infine, con il R.D. 31 agosto 1933, n. 1592 venne complessivamente disciplinato l'ordinamento universitario.
Nel 1935 gli istituti superiori di agricoltura, fino ad allora dipendenti dal Ministero dell'agricoltura e delle foreste, passarono al Ministero della Pubblica Istruzione e divennero le facoltà universitarie di agraria. Nel 1938, a causa delle leggi razziali, numerosi professori, assistenti e studenti furono esclusi dalle università in quanto ebrei. L'Italia perse alcune delle sue menti più brillanti, come Emilio Segrè, Enrico Fermi, Giuseppe Levi, Salvador Luria, Silvano Arieti, Bruno Rossi e Franco Rasetti, che decisero di lasciare il paese per sottrarre alle persecuzioni se stessi o propri congiunti e familiari (come nel caso di Fermi, che aveva sposato un'ebrea). Nell'anno accademico 1941/1942 gli studenti iscritti alle università italiane erano 145 793; le donne non superavano il 15-20% del totale.

### Dal secondo dopoguerra al processo di Bologna
Nel secondo dopoguerra gli atenei ripresero lentamente la loro normale attività, conservando, tuttavia, il rigido ordinamento imposto dal fascismo. Con la nascita della Repubblica Italiana il diritto alla libertà dell'insegnamento e della ricerca venne affermato dall'art. 33 della Costituzione repubblicana.
Nell'anno accademico 1951/1952 gli studenti iscritti alle università italiane erano 226 543. Nel 1967 cominciarono a registrarsi i primi episodi di rivolta studentesca con l'occupazione dell'Università Cattolica di Milano, nata peraltro da motivi pratici, in particolare dall'aumento delle tasse di iscrizione deliberato quell'estate dal senato accademico. Nel 1968 il movimento degli studenti, allargatosi alle università statali, coinvolse anche le scuole secondarie. Tra le rivendicazioni spiccava una decisa critica ai vecchi organi di rappresentanza degli studenti. Sotto la spinta della contestazione studentesca nel sessantotto, venne emanata la legge 21 aprile 1969, n. 162 sull'assegno universitario e la legge 11 dicembre 1969, n. 910 che liberalizzava l'accesso alle università, eliminando il vincolo imposto dalla riforma Gentile che subordinava quale condizione per iscriversi il possesso di un diploma conseguito presso un liceo, nonché introdusse la possibilità per gli studenti di predisporre un piano di studi individuale personalizzato.
Negli anni '80 vengono varate alcune importanti riforme, tra cui l'istituzione dei dipartimenti universitari; inoltre, con la legge 9 maggio 1989, n. 168 viene sancita l'autonomia organizzativa, didattica, finanziaria e didattica agli atenei. Intanto, nell'anno accademico 1991/1992, gli studenti iscritti alle università italiane erano 1 474 719.
La legge 19 novembre 1990, n. 341 introdusse una prima riforma degli ordinamenti didattici delle universitàcon l'istituzione del diploma universitario, inoltre nella prima metà degli anni 1990 venne istituito il Fondo di finanziamento ordinario, ma nella seconda metà del decennio su ebbe un forte impulso alla trasformazione dell'università con le leggi Bassanini, che aumentarono l'autonomia funzionale degli atenei. Tra i vari aspetti, la riforma rimodellava i corsi di studio, introducendo la cosiddetta formula del 3+2, come disposto ai sensi della legge 15 maggio 1997, n. 127 e attuata con decreto del Ministro dell'Università e della Ricerca Scientifica e Tecnologica 3 novembre 1999, n. 509. Con la predetta riforma, i percorsi di studio progettati delle singole università dovevano rispettare alcuni criteri generali in termini di obiettivi da raggiungere e di aspetti generali delle attività formative, definiti a livello nazionale. Per tal motivo furono introdotte, con successivi decreti ministeriali, le classi di corsi di laurea (42 di laurea, 104 di laurea specialistica, 4 di laurea e 4 di laurea specialistica per le professioni sanitarie, 1 di laurea e 1 di laurea specialistica per la formazione di ufficiali militari). Per ogni classe erano definiti gli obiettivi formativi qualificanti, comuni a tutti i corsi di studio attivati dagli atenei in riferimento alla medesima classe, e i titoli di studio afferenti alla medesima classe avevano identico valore legale. Viene inoltre introdotto il credito formativo universitario (CFU), ossia una modalità utilizzata nelle università per misurare il carico di lavoro richiesto allo studente per il conseguimento di un diploma di laurea.

### Gli anni 2000: le università telematiche e le riforme Moratti e Gelmini
L'università italiana, a partire dagli anni 2000, ha conosciuto un radicale processo di cambiamento, dapprima con la normazione delle università telematiche e, successivamente, con la riforma Moratti prima e quella Gelmini poi. La legge 6 agosto 2008, n. 133 diede alle università la possibilità di trasformarsi in fondazioni di diritto privato, divenendo enti non commerciali e subentrando nella proprietà dei beni mobili e immobili delle università, e non in grado di distribuire utili, aprendo alla privatizzazione degli atenei. La scelta di trasformarsi in fondazioni spetta ai singoli atenei (la relativa delibera è adottata dal senato accademico) in base alle leggi che hanno introdotto l'autonomia didattica e finanziaria delle università.
Tuttavia, dal rapporto dell'OCSE del 2009 risulta che la spesa pubblica in educazione terziaria è meno dell'1% del PIL a fronte di una media dei paesi OCSE del 1,5%. Dal rapporto inoltre la spesa per studente risultava in media di 5 628 € contro una media OCSE pari a 8 455 €. Se si comprendono le spese di ricerca e sviluppo, la media italiana è di 8 725 € contro una media OCSE di 12 336 €. Il parlamento italiano, dopo i tagli ai finanziamenti disposti dal governo Berlusconi IV, ha perciò ritenuto necessario un ulteriore riordino del sistema universitario, attuato con la legge 30 dicembre 2010, n. 240 che riformò significativamente la composizione degli organi universitari e introdusse un generale ricorso a procedure di valutazione del funzionamento degli atenei tramite l'ANVUR e degli stessi docenti. La legge 240/2010 inoltre conteneva numerose deleghe al governo italiano all'emanazione di decreti legislativi per l'attuazione dei vari aspetti della riforma.

## Caratteristiche
Le università sono "istituzioni di alta cultura" (sulla base del disposto dell'art. 33 della Costituzione della Repubblica Italiana), nonché organismi deputati alla formazione superiore costituita da un gruppo di strutture scientifiche finalizzate alla didattica, alla ricerca scientifica e impegnate, con la terza missione, al trasferimento delle conoscenze per lo sviluppo della società civile. Ai sensi della legge 9 maggio 1989 n. 168, esse si configurano come enti di diritto pubblico, se istituzioni pubbliche finanziate dal MUR fanno parte della pubblica amministrazione italiana, anche se non sono propriamente organi dell'amministrazione statale.
Le università pubbliche e quelle private legalmente riconosciute e accreditate dal Ministero conferiscono titoli di studio (titoli accademici) che si conseguono a seguito della frequentazione di un corso di laurea presso una delle università italiane, cui si accede dopo aver terminato gli studi secondari con l'ottenimento di un diploma di istruzione di secondo grado.
Le università statali eleggono, inoltre, proprie rappresentanze all'interno del Consiglio Universitario Nazionale e al Consiglio Nazionale degli Studenti Universitari, organi consultivi del Ministero dell'università e della ricerca.

## Disciplina normativa

### Statali
Riguardo alle università statali, una prima disciplina organica venne emanata con il Regio Decreto 31 agosto 1933, n. 1592, che afferma che non possono essere create università statali se non con legge ordinaria. Diverse riforme hanno poi interessato l'istituto, come ad esempio la legge 9 maggio 1989, n. 168 che ne sancì l'autonomia; ulteriori innovazioni sono state apportate dal decreto Brunetta nel 2008 e dalla riforma Gelmini, realizzata tra il 2008 e il 2010.

### Non statali
Per quanto riguarda invece le università non statali, una disciplina generale - oltre a essere contenuta nel R.D. 31 agosto 1933, n. 1592 - venne introdotta con la legge 29 luglio 1991, n. 243. La normativa parla dell'obbligo di dotarsi di statuti, sottoponendoli al controllo del Ministero, ma nulla dispone circa la loro organizzazione; si tratta di università legalmente riconosciute, che possono essere promosse da soggetti di diritto privato, ma anche da enti pubblici (regioni, enti locali, altri enti di diritto pubblico), ma devono comunque essere istituite con apposito atto dal Ministero dell'università e della ricerca, previo possesso dei requisiti previsti, e possono rilasciare titoli di studio accademici aventi valore legale in Italia. Qualora non siano istituite con atto ministeriale, non possono fregiarsi del titolo di università né rilasciare i titoli predetti.

### Tipologie
Ai sensi della legge sono considerate università:
- istituti di istruzione superiore;
- istituti di alta formazione dottorale;
- università statali;
  - scuole superiori universitarie.
- università non statali;
  - università pontificie;
  - università telematiche;
  - università private.

Gli istituti dottorali e le scuole superiori per statuto non tengono corsi di laurea ma solo di dottorato e/o di master.

### L'autonomia

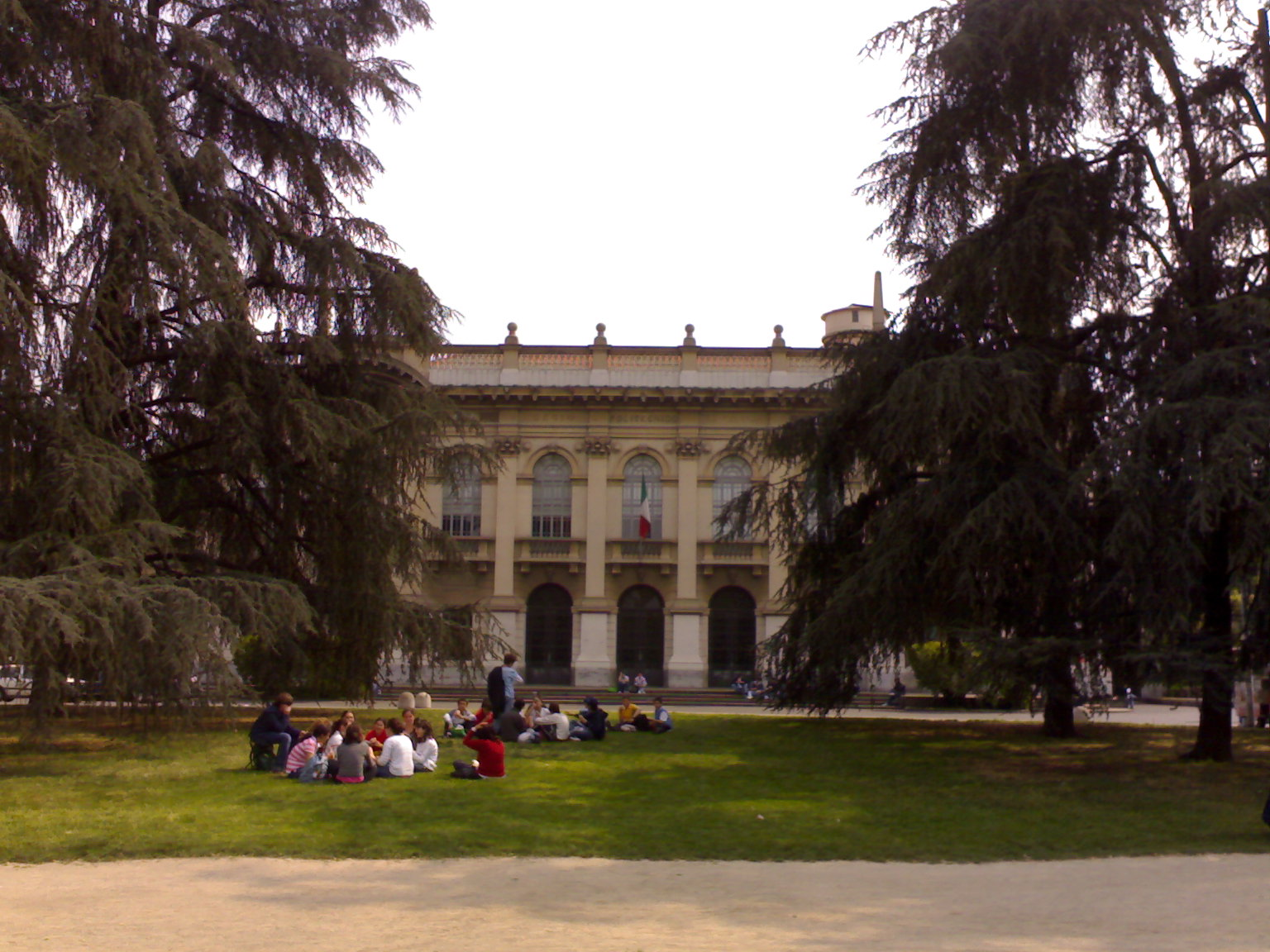
Sede di Milano Leonardo del Politecnico di Milano.

Le ragioni per cui a partire dall'unità d'Italia l'alta formazione è stata ritenuta compito fondamentale dello Stato sono innanzitutto ideologiche, strettamente connesse alle filosofie politiche che hanno caratterizzato buona parte dei centocinquant'anni della storia dell'Italia unita. Il carattere centralista e statalista del sistema universitario italiano venne ribadito nel ventennio fascista; l'autonomia universitaria venne sancita solo
nel secondo dopoguerra dapprima con il riconoscimento agli atenei dell'autonomia statutaria e regolamentare mediante la legge 9 maggio 1989, n. 168, successivamente, col riconoscimento dell'autonomia didattica ai sensi della legge 19 novembre 1990, n. 341 e, infine, con un ulteriore perfezionamento dell'autonomia finanziaria nel 1993.
L'autonomia didattica introdotta consente ai singoli atenei e agli organi collegiali di stabilire:
- la denominazione e gli obiettivi formativi caratterizzanti i corsi di studio;
- i criteri d'accesso ai corsi di studio (accesso libero, accesso a numero programmato, accertamento delle competenze iniziali vincolante o orientativo) nell'ambito del rispetto del diritto allo studio in Italia;
- la tipologia delle attività formative e il corrispondente numero di crediti formativi universitari;
- l'individuazione di forme alternative di didattica, come quelle a distanza;
- la modalità di svolgimento di attività curriculari di tipo professionalizzante (come attività di laboratorio, tirocini interni, stage);
- le modalità della prova finale per conseguire il titolo di studio.

### Utilizzo del titolo
Le denominazioni “università”, “istituto universitario”, “istituto d'istruzione universitaria”, “politecnico” e “ateneo” sono riservate, secondo l'articolo 10, primo comma, del decreto legge 1º ottobre 1973, n. 580 - convertito in legge 30 novembre 1973, n. 766 - alle università statali e a quelle non statali riconosciute.
Alcune istituzioni tuttavia, pur potendo rilasciare titoli accademici aventi valore legale, adottano denominazioni simili; tra le varie istituzioni che hanno optato per questa scelta, vi è la Facoltà Valdese di Teologia, autorizzata al rilascio di lauree teologiche direttamente da accordo tra la Repubblica Italiana e la Chiesa Evangelica Valdese. Quest'ultima, in quanto istituzione votata esclusivamente agli studi teologici, ha optato per mantenere la denominazione di "facoltà". Vi è inoltre il caso della Università telematica "Italian University Line", che ha utilizzato il termine "university", che, sebbene sia l'esatta traduzione inglese di "università", data la tassatività dell'elenco specificato al D.L. 580/1973, è da considerarsi nella libera disponibilità di qualunque soggetto.
Con la legge 21 dicembre 1999 n. 508 anche le accademie di belle arti, l'accademia nazionale di danza, l'accademia nazionale di arte drammatica, gli istituti superiori per le industrie artistiche (ISIA), i conservatori di musica e gli istituti musicali pareggiati sono passati nel comparto universitario dell'alta formazione artistica, musicale e coreutica (AFAM), secondo il principio di cui all'articolo 33 della Costituzione Italiana. I titoli rilasciati dalle sopracitate istituzioni di alta cultura sono denominati "diplomi accademici" e sono equipollenti ai fini dell'insegnamento e dei concorsi pubblici alle lauree di cui al decreto del ministro dell'università e della ricerca scientifica e tecnologica 3 novembre 1999 n. 509 e alle lauree di cui alla legge di stabilità per l'anno 2013.

## Organizzazione
Gli organi delle università statali sono stabiliti e disciplinati dalla legge, mentre quelli delle non statali adottano una propria organizzazione nel rispetto delle prescrizioni imposte dalla normativa vigente e dei requisiti richiesti.
Possono essere istituite delle strutture (come ad esempio l'Ufficio per il trasferimento tecnologico) per valorizzare in chiave economica le scoperte effettuate nel settore della ricerca. Possono essere inoltre presenti eventuali associazioni studentesche e/o di carattere socio-culturale, formate da studenti universitari.

### Gli organi di governo
Al vertice dell'organizzazione vi è il rettore, organo monocratico che presiede gli organi di governo, ovvero il senato accademico e il consiglio di amministrazione. Il rettore rappresenta ufficialmente l'Ateneo, convoca e presiede il senato accademico, il consiglio di amministrazione, esercita azione disciplinare su docenti e studenti e ha il compito di vigilare sulle strutture didattiche, scientifiche e di servizio, impartendo le opportune direttive. È inoltre garante dell'autonomia didattica e di ricerca dei docenti.

### I dipartimenti e le scuole
Le università sono poi articolate in uno o più dipartimenti universitari, ciascuno con i propri Corsi di Laurea e i singoli insegnamenti. Ai sensi della riforma Gelmini le facoltà universitarie sono state soppresse, nel contempo però la stessa riforma ha previsto la possibilità di istituire eventuali strutture di raccordo (che non possono comunque essere superiori a 12) con il compito di coordinare le attività dei dipartimenti universitari. Presso questi ultimi operano le commissioni paritetiche docenti-studenti, nonché i consigli dei corsi di laurea e il personale docente (professori e ricercatori) e il personale tecnico-amministrativo impiegato nell'amministrazione.

### Il personale e gli studenti
Il personale è costituito da professori universitari, ricercatori universitari e personale tecnico-amministrativo; a favore di quest'ultimo, in servizio presso cliniche o strutture di ricovero universitarie convenzionati con enti ospedalieri o gestiti direttamente dalle stesse università è prevista una indennità - in base alla legge
16 maggio 1974, n. 200 - per la mera assegnazione del medesimo a tali strutture indipendentemente dalle mansioni svolte (ipotesi quest'ultima ribadita dall'ordinanza della Corte di Cassazione n. 16858/2023).
Sia il personale docente, amministrativo, e gli studenti universitari hanno proprie rappresentanze all'interno dei vari organi; essi eleggono di rappresentanti all'interno degli, secondo procedure disciplinate da regolamenti interni, fermo restando il rispetto delle leggi statali vigenti. Fanno eccezione i professori a contratto che di norma godono solamente dell'elettorato attivo.

## L'offerta formativa

### I titoli di studio
Schematicamente, le università italiane rilasciano i seguenti titoli:
1. laurea triennale (L): 180 Credito formativo universitario, 3 anni (1 CFU = 8 ore)
2. laurea magistrale (LM): successiva al conseguimento della laurea triennale (120 CFU, 2 anni); oppure a ciclo unico (300 CFU, 5 anni; oppure 360 CFU, 6 anni)
3. diploma di specializzazione (DS): è l'unico requisito per avere il titolo di specialista ed è normato con decreto ministeriale italiano o secondo norme europee (CFU variabili)
4. master di primo livello: successivo al conseguimento della laurea triennale (60 CFU)
5. master di secondo livello: successivo al conseguimento della laurea magistrale (60 CFU)
6. dottorato di ricerca: successivo al conseguimento della laurea magistrale (DR) (3 anni)[12]

### I corsi di laurea
I corsi di laurea sono attivati dalle università italiane previo possesso di alcuni requisiti minimi e sono raggruppati in categorie denominate classi dei corsi di studio. Riguardo alle caratteristiche formative:
- Il corso di laurea (L): "ha l'obiettivo di assicurare allo studente un'adeguata padronanza di metodi e contenuti scientifici generali, anche nel caso in cui sia orientato all'acquisizione di specifiche conoscenze professionali.”
- Il corso di laurea magistrale (LM): "ha l'obiettivo di fornire allo studente una formazione di livello avanzato per l'esercizio di attività di elevata qualificazione in ambiti specifici.”

Vi sono anche particolari corsi di laurea professionalizzante (LP) che però non costituisce requisito per l'iscrizione ad un corso di laurea magistrale.

## Formazione specifica

### Alta formazione dottorale
Si tratta di istituzioni statali rilascianti titoli aventi valore legale (tra cui il corso di perfezionamento, il dottorato di ricerca, e per le scuole triestina e pavese il dottorato). Alcune di esse organizzano anche dei corsi di master universitario, autonomamente (possono farlo quelle che hanno uno statuto universitario) o congiuntamente con gli atenei con cui collaborano.

### L'Alta formazione artistica, musicale e coreutica (AFAM)
La legge 21 dicembre 1999, n. 508 ha istituito il settore dell'alta formazione artistica, musicale e coreutica (AFAM), parallelo al settore universitario all'interno del sistema italiano di istruzione superiore come anticipato dalla Costituzione italiana all'articolo 33.
Essa indica la formazione fornita dalle accademie di belle arti, dall'Accademia nazionale di danza, dall'Accademia nazionale d'arte drammatica, dagli istituti superiori per le industrie artistiche (ISIA), e dai conservatori di musica e gli istituti musicali pareggiati, mentre sono escluse la Scuola nazionale di cinema del Centro Sperimentale di Cinematografia e l'Accademia nazionale del dramma antico.

## Iscrizione ai corsi

### Modalità, requisiti e costi
Le modalità di iscrizione sono previste dalla legge, in generale è necessario iscriversi sul sito web dell'università scelta e compilare domanda online - i dati inseriti saranno verificati dall'ente tramite l'"anagrafe nazionale degli studenti e dei laureati" - ed è previsto il pagamento delle tasse in base a fasce di reddito ma in ogni caso è necessario presentare un ISEE relativi all'anno di iscrizione; i requisiti per l'accesso ai corsi di laurea divergono a seconda del titolo di studio che si voglia conseguire:
- laurea: occorre essere in possesso di un diploma di scuola secondaria di secondo grado o di altro titolo di studio conseguito all'estero, riconosciuto idoneo.
- laurea magistrale: occorre essere in possesso della laurea triennale o di diploma universitario oppure di altro titolo di studio anche conseguito all'estero, purché ritenuto idoneo.
- Master universitario e/o corso di specializzazione: occorre essere in possesso almeno della laurea, oppure di un altro titolo di studio conseguito all'estero, riconosciuto idoneo.
- Dottorato di ricerca: occorre essere in possesso della laurea magistrale oppure di un altro titolo di studio conseguito all'estero e riconosciuto idoneo.

Ulteriori requisiti particolari possono essere richiesti per corsi di formazione specifica o altre discipline secondo quanto previsto dalla normativa. 
Le tasse di iscrizione delle università statali sono soggette a una massimale di legge valido in tutto il territorio nazionale; al 2020 si aggirava intorno ai 3000 euro per i corsi di laurea triennale o specialistica in corrispondenza della fascia di reddito più alta.
Il Ministero dell'istruzione e del merito con decreto n. 234 del 26 giugno 2020 ha introdotto il diritto all'accesso gratuito nelle università per coloro che abbiano un ISEE inferiore ai 20 000 euro annui.
La legge 12 aprile 2022, n. 33 ha introdotto la possibilità di iscriversi contemporaneamente a due corsi di laurea, laurea magistrale, master, dottorato di ricerca e corso di scuola di specializzazione (ad eccezione di quelle mediche); il decreto ministeriale 29 luglio 2022 n. 930, disciplina specificatamente la materia, prevedendo l'obbligo di appartenenza per i corsi interessati a classi di laurea diverse, nonché obbligo per lo studente di presentare una autocertificazione attestante il possesso dei requisiti richiesti.

### I corsi a numero programmato
La legge 2 agosto 1999, n. 264 distingue tra corsi di studio universitari soggetti ad accesso a numero programmato in corsi a livello nazionale e quelli a livello locale, cioè a discrezione delle singole università.
Quelli programmati a livello nazionale sono:
- architettura:
- medicina e chirurgia;
- odontoiatria e protesi dentaria;
- i corsi relativi alle professioni sanitarie in Italia;
- scienze della formazione primaria.

L'istituzione del numero chiuso da parte delle singole università, riguarda invece:
- corsi di laurea per i quali l'ordinamento didattico preveda l'utilizzazione di laboratori ad alta specializzazione, di sistemi informatici e tecnologici o comunque di posti studio personalizzati;
- corsi di diploma universitario per i quali l'ordinamento didattico prevede l'obbligo di tirocinio come parte integrante del percorso formativo, da svolgere presso strutture diverse dall'ateneo;
- corsi o scuole di specializzazione individuati dai decreti attuativi delle disposizioni di cui art. 17, comma 95, della legge 15 maggio 1997 n. 127.

Nel 2017 il TAR del Lazio ha annullato l'introduzione del numero chiuso nelle facoltà di Filosofia, Lettere, Scienze dei beni culturali, Lingue, Storia e Geografia deciso dall'Università Statale di Milano.

## Equipollenza ed equiparazione titoli tra diversi ordinamenti
Le corrispondenze tra i titoli dei diversi ordinamenti sono rimesse alla legge ed alla decretazione ministeriale; ad esempio l'equiparazione dei diplomi di laurea è stabilita dal Decreto Interministeriale del 9 luglio 2009. Per il comparto AFAM la legge 24 dicembre 2012, n. 228 ha stabilito che i diplomi accademici di I livello "sono equipollenti ai titoli di laurea rilasciati dalle università appartenenti alla classe L-3 dei corsi di laurea nelle discipline delle arti figurative, della musica, dello spettacolo e della moda di cui al decreto ministeriale 16 marzo 2007". La stessa legge ha stabilito che i diplomi accademici di II livello cessano di essere sperimentali per diventare ordinamenti e che sono equipollenti alle seguenti classi di laurea magistrale:
-Classe LM-12 (Disegno)
-Classe LM-45 (Musicologia e beni musicali)
-Classe LM-65 (Scienze dello spettacolo e produzione multimediale)
-Classe LM-89 (Storia dell'arte)
L'equiparazione alle lauree magistrali (II livello) è stata prevista per i diplomi del previgente ordinamento dalla legge 228/2012, purché congiunti al titolo finale di una scuola secondaria di secondo grado e conseguiti entro l'anno 2012; se conseguiti successivamente hanno valore di laurea (I livello) ai sensi della legge 22 novembre 2002, n. 268. Essi sono:
- medicina veterinaria;
- odontoiatria e protesi dentaria;
- architettura (a ciclo unico);
- Accademia di Belle Arti (Progettazione artistica per l'impresa);
- corsi rientranti nel novero delle professioni sanitarie;
- corsi di laurea in scienze della formazione primaria;
- corsi di formazione specialistica dei medici ai sensi del d.lgs. 8 agosto 1991 n. 257;
- corsi di specializzazione presso le scuole di specializzazione per le professioni legali (SSPL)
- corsi universitari di nuova istituzione o attivazione, su proposta delle università e nell'ambito della programmazione del sistema universitario, per un numero di anni corrispondente alla durata legale del corso.

## I consorzi interuniversitari
Le università italiane possono anche essere parte di un consorzio: tale possibilità è stata introdotta col D.P.R. 11 luglio 1980, n. 382 e tali enti possono aperti alla partecipazione di società e capitali privati con la legge 9 dicembre 1985, n. 705. Esso si qualifica come è un'organizzazione formata da università, enti pubblici e soggetti privati, che disciplina o svolge in condivisione un certo insieme di fasi delle loro attività. I consorzi possono essere dotati di propria personalità giuridica, statuto e risorse umane, strumentali, economico-finanziarie, e relativa autonomia normativa, contabile, patrimoniale, gestionale, amministrativa, organizzativa, e statutaria.
Oltre ai consorzi censiti dal MIUR, operano in Italia i consorzi Almalaurea, CINECA e la Cooperazione Interuniversitaria per i Periodici Elettronici (CIPE), rete di dodici atenei che si occupa della formalizzazione di accordi con le case editrici delle pubblicazioni accademiche, e ne offre la consultazione in sede e in modalità full-text, aperta anche esternamente agli utenti autorizzati.

## Istituzioni assimilabili

### Enti culturali parauniversitari
Quelle istituzioni che non siano "università" (che non abbiano cioè acquisito lo status richiesto dal decreto-legge 1º ottobre 1973 n. 580 e dalla legge 21 dicembre 1999, n. 508), ma che offrano istruzione di livello accademico (che possano quindi essere definite istituzioni parauniversitarie) possono operare nel mercato in virtù del disposto combinato degli articoli 33 (1° comma) e 41 della Costituzione i quali definiscono la libertà delle arti e delle scienze (e del loro insegnamento) e la libertà dell'iniziativa economica (con gli unici limiti determinati dalla stessa Costituzione e con quelli indicati dalle leggi che a essa diano attuazione).
I privati che vogliano svolgere ricerca e impartire insegnamento possono dunque farlo purché la loro attività non contrasti «con l'utilità sociale o in modo da recare danno alla sicurezza, alla libertà, alla dignità umana» (art. 41, 2° co. Cost.) e nel rispetto delle leggi dello Stato che siano applicabili; in base all'art. 10 del D.L. n. 580/1973, non potranno ad esempio denominarsi "università", "istituto universitario", "ateneo", "politecnico"  o "istituto di istruzione universitaria" (salvo il caso delle università popolari aderenti alla CNUPI, riconosciuta con decreto) e non potranno né rilasciare titoli di dottore, dottore magistrale, dottore di ricerca, né utilizzare quali denominazioni dei loro titoli quelle di laurea, laurea magistrale o master, ma potranno rilasciare certificazioni comunque denominate che non inducano in errore rispetto al loro valore di titoli culturali liberi e privati; competente a effettuare la vigilanza in tal senso è l'Autorità garante della concorrenza e del mercato.

### Istituti di Specializzazione in psicoterapia
Gli istituti di specializzazione in psicoterapia che sono enti abilitati a istituire e ad attivare corsi di specializzazione in psicoterapia, ai sensi del D.M. 11 dicembre 1998, n. 509.

### Scuole Superiori di Mediazione Linguistica
Le "Scuole Superiori per Mediatori Linguistici" (SSML) sono istituti di istruzione superiore italiani che rilasciano titoli accademici equipollenti alle lauree triennali riconosciute dal Ministero dell'università e della ricerca (MUR), pur non rientrando nella classificazione delle università propriamente dette. 
La loro istituzione è prevista dal Decreto Ministeriale n. 38 del 10 gennaio 2002 e rientrano tra le istituzioni universitarie non statali autorizzate dal MUR a rilasciare titoli aventi valore legale. I titoli di studio rilasciati da queste scuole sono dichiarati equipollenti alle lauree triennali universitarie afferenti alla classe L-12 – Mediazione linguistica.. Si distinguono per un’offerta formativa focalizzata prevalentemente sull’apprendimento linguistico e sulle tecniche di traduzione e interpretariato, con un approccio professionalizzante che tende a integrare le competenze linguistiche con quelle culturali, giuridiche, economiche e tecnologiche.
Il riconoscimento delle SSML avviene attraverso un decreto del Ministero dell’Università e della Ricerca, previa valutazione della qualità dell’offerta formativa, delle strutture e del corpo docente. Tali scuole sono inserite elenco ufficiale pubblicato dal MUR sul sito web universitaly.it, che ne certifica la legittimità a rilasciare titoli equipollenti a quelli universitari. Il titolo conseguito presso una SSML è valido per la prosecuzione degli studi nelle lauree magistrali, per la partecipazione a concorsi pubblici e per l’accesso alle professioni regolamentate, al pari di quello conseguito presso le università tradizionali.
Il percorso formativo triennale delle SSML prevede lo studio approfondito di due o più lingue straniere, l’acquisizione di competenze traduttive e interpretative, e corsi interdisciplinari in ambito giuridico, economico, storico e informatico. Alcune scuole offrono anche corsi di laurea magistrale in ambito linguistico o master di primo livello.

### Le università popolari
Le università popolari in Italia non rilasciano titoli aventi valore legale (se non in eventuale convenzione con università accreditate); possono utilizzare la denominazione di "università" le università popolari associate alla Confederazione Nazionale delle Università Popolari Italiane (C.N.U.P.I.), ente quest'ultimo riconosciuto con decreto pubblicato sulla gazzetta ufficiale n. 203 del 30 agosto 1991. Questa costituisce l'unica eccezione al disposto del decreto n. 580/1973 che riserva la denominazione universitaria alle sole istituzioni che rilascino titoli avente valore legale.

## Dati statistici
Dal punto di vista statistico, la maggior parte del personale docente è costituito da professori a contratto: nel 2020 second ai ISTAT si contavano circa ventitremila professori associati a fronte di ventottomila professori a contratto.
Secondo dati del governo italiano, al 2021 vi erano 39.000 professori con stipendio (associati e ordinari) e 31.000 professori a contratto senza stipendio. Quasi la metà dei professori universitari italiani veniva quindi pagato per le sole ore di presenza in aula, di assistenza agli studenti o di presidio agli esami.